# 希望英语
《希望英语》（原名《希望-英语杂志》），是中国中央电视台科教频道的双语（中英）节目，原在中央电视台第二套节目播放，后随着科教频道的开播转到科教频道播出。内容涵盖生活的方方面面，将英语学习融入轻松的节目中，受到不少学生的喜爱。但随着科教频道的改版，该节目现已暂停播出并由《味·道》节目取代。

## 希望之星英语风采大赛
该节目也承办每年举行一次的希望之星英语风采大赛，借助于中央电视台的强势平台以及中国日益高涨的学说英语热情，已成为中国青少年学生和英语爱好者关注的焦点。每年大赛的获奖选手都会成为网络上议论的焦点。